# St. Dionysius (Waldalgesheim)

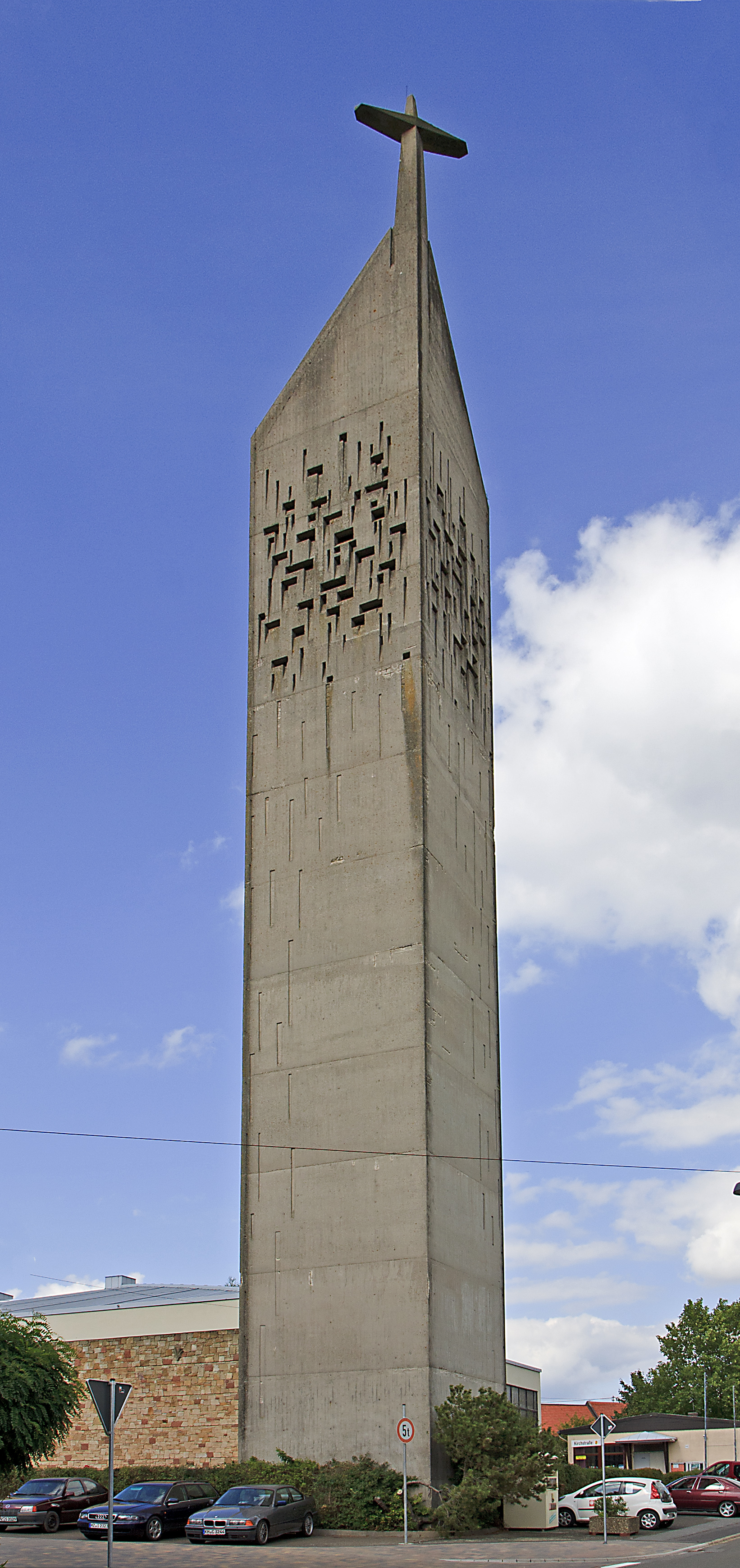
Der Turm der Pfarrkirche St. Dionysius in Waldalgesheim

Die Pfarrkirche St. Dionysius ist das Gotteshaus der römisch-katholischen Kirchengemeinde Waldalgesheim (Rheinland-Pfalz).
Sie wurde 1962 als Ersatz für die 1870 errichtete Pfarrkirche gebaut, die 1966 wegen Bergschadens niedergelegt wurde. In dem Neubau befinden sich aus der alten Kirche vier barocke Heiligenfiguren und eine Muttergottes aus dem 18. Jahrhundert.

## Orgel

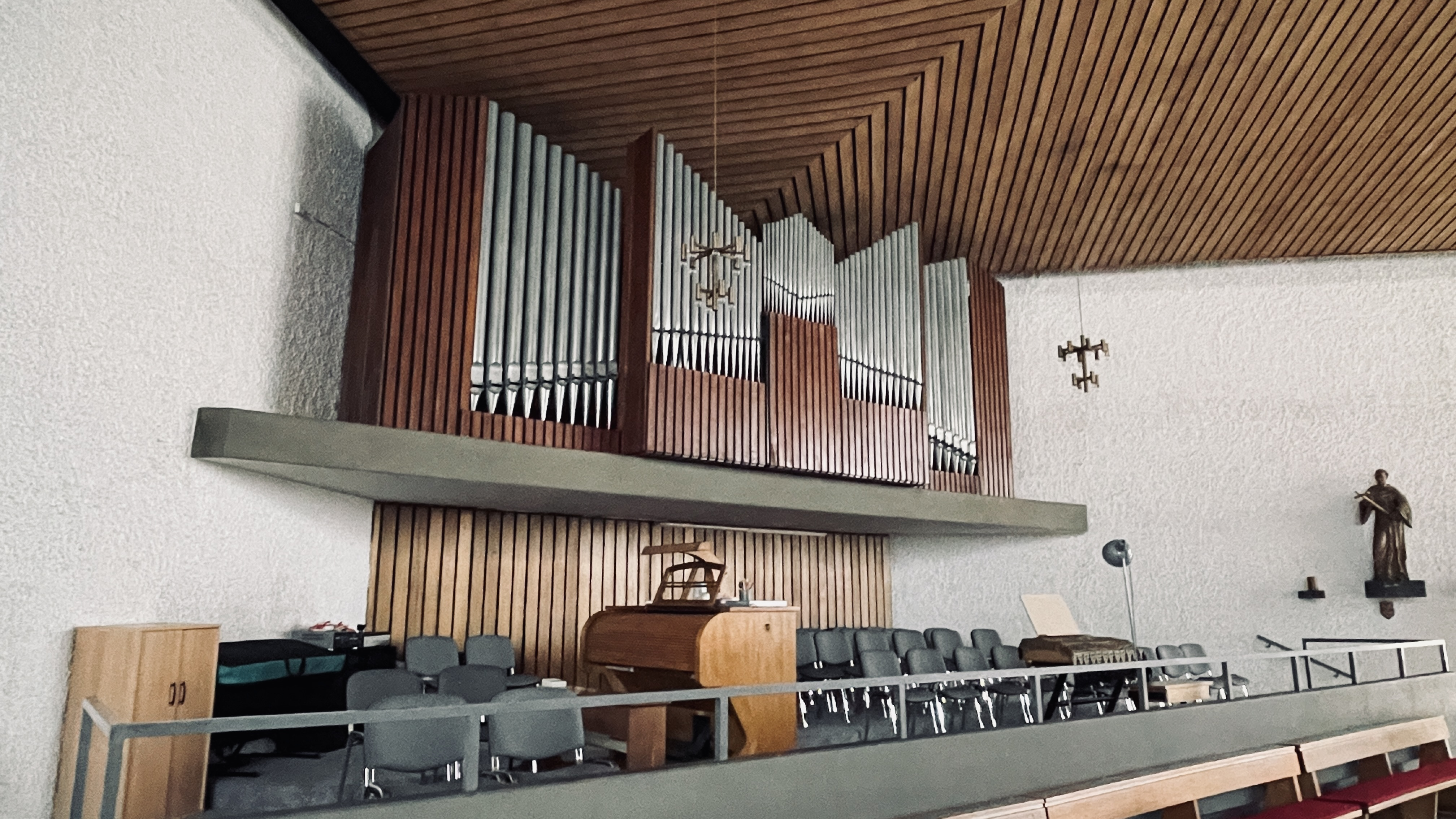
Späth-Orgel von 1957

Von der Orgel des Hanauer Orgelbauers Jean Ratzmann aus dem Jahr 1870 wurden einige Register in den Neubau von Gebr. Späth Orgelbau (1957, opus 643) einbezogen. Die Orgel mit fünfachsigem Freipfeifenprospekt aus Zinkpfeifen, dessen Untergehäuse und Seiten mit Holzpanelen verkleidet sind, hat einen freistehenden Spieltisch und eine elektropneumatische Traktur. Das Instrument wurde in die neue Kirche überführt und weist nach einem eingreifenden Umbau folgende Disposition mit 20 Registern auf zwei Manualen und Pedal auf:
| I Manual C–g3   |    |
| Principal       | 8′ |
| Gedeckt         | 8′ |
| Salicional      | 8′ |
| Octav           | 4′ |
| Rohrflöte       | 4′ |
| Rauschquinte II |    |
| Mixtur IV–V     |    |
| Trompete        | 8′ |

| II Manual C–g3 |       |
| Koppelflöte    | 8′    |
| Principal      | 4′    |
| Flöte Dolce    | 4′    |
| Nachthorn      | 2′    |
| Quinte         | 1 ⁄3′ |
| Sesquialter II |       |
| Tremulant      |       |

| Pedal C–f1  |     |
| Subbass     | 16′ |
| Violonbass  | 16′ |
| Oktavbass   | 8′  |
| Gedacktbass | 8′  |
| Choralbass  | 4′  |
| Pedalflöte  | 4′  |

- Koppeln: II/I, I/P, II/P